# 聖ミカエラ学園漂流記
『聖ミカエラ学園漂流記』（せいミカエラがくえんひょうりゅうき）は、高取英による戯曲。小説、漫画、OVA、映画も製作された。

## 概要
高取英による戯曲。以下の3パートからなる。
- 聖ミカエラ学園漂流記
- 聖ミカエラ学園　少年十字軍・夕笛作戦
- 聖ミカエラ学園　義経ジンギス汗編

パート1が小説化された他、漫画（パート1まで）、OVA（パート2まで）、映画（パート1）にもなった。

## あらすじ

### 聖ミカエラ学園漂流記
東京から山奥の聖ミカエラ学園にやってきた転校生の美村亜維子は、転校初日に学園近くの洞窟を潜って太平洋戦争中の時代の学園に迷い込む。一方洞窟の存在を知る現代の学長のシスター弓子は太平洋戦争中の時代の海軍軍人である狩野大介とともに恐るべき計画を立てていた。

## 書籍
- 『聖ミカエラ学園漂流記』（群雄社出版、1983年）
  - 『聖ミカエラ学園漂流記新装版』（而立書房、1987年）
- 『聖ミカエラ学園漂流記２』（ふゅーじょんぷろだくと、1994年）

### 小説
- 『聖ミカエラ学園漂流記』（而立書房、1987年）
- 『聖ミカエラ学園漂流記』（電撃文庫 メディアワークス、1994年）

### 漫画
- 『聖ミカエラ学園漂流記』藤原カムイ作画（ふゅーじょんぷろだくと、1990年）

## 映像商品

### OVA

#### 聖ミカエラ学園漂流記
バンダイ（現在はバンダイナムコフィルムワークス）、1990年

##### キャスト
- 美村亜維子 - 松井菜桜子
- 池田理佳 - 水谷優子
- 竹宮こずえ - 玉川紗己子
- 大和和都子 - 川村万梨阿
- シスター弓子 - 島本須美
- 狩野大介 - 鈴置洋孝
- 平岩由紀 - 佐々木優子

#### 聖ミカエラ学園漂流記2
監督：山口頼房、
ビームエンターテインメント（現在はハピネット）、1995年

##### キャスト
- 美村亜維子 - 松井菜桜子
- 池田美佳 - 水谷優子
- 竹宮こずえ - 渡辺久美子
- 大和和都子 - 引田有美
- 平岩由紀 - 佐々木優子
- 青池久美 - 小野寺麻理子

### 実写映画
- 『聖ミカエラ学園漂流記』実写版 原作・脚本・監督：高取英（オール・プロダクツ、1995年）